# Franco Squillari
Franco Squillari (ur. 22 sierpnia 1975 w Buenos Aires) – argentyński tenisista, reprezentant w Pucharze Davisa, olimpijczyk z Sydney (2000).

## Kariera tenisowa
Jako zawodowy tenisista występował w latach 1994–2005.
W grze pojedynczej odniósł 3 zwycięstwa w turniejach rangi ATP World Tour i 3–krotnie grał jako finalista. W turniejach wchodzących w skład Wielkiego Szlema najlepszym wynikiem Squillariego jest półfinał French Open 2000. Po drodze wyeliminował m.in. Junusa al-Ajnawiego, natomiast przegrał z Magnusem Normanem.
W latach 1998–2001 Squillari reprezentował Argentynę w Pucharze Davisa. Rozegrał przez ten okres 12 pojedynków singlowych, z których 10 wygrał.
W 2000 roku zagrał na igrzyskach olimpijskich w Sydney odpadając z zawodów singlowych w 1 rundzie.

### Finały w turniejach ATP World Tour
| Legenda                                      |
| -------------------------------------------- |
| Wielki Szlem                                 |
| Igrzyska olimpijskie                         |
| Tennis Masters Cup / ATP Finals              |
| ATP Masters Series / ATP Tour Masters 1000   |
| ATP International Series Gold / ATP Tour 500 |
| ATP International Series / ATP Tour 250      |

#### Gra pojedyncza (3–3)
| Końcowy wynik | Nr | Data                 | Turniej    | Nawierzchnia | Przeciwnik     | Wynik finału            |
| ------------- | -- | -------------------- | ---------- | ------------ | -------------- | ----------------------- |
| Finalista     | 1. | 30 marca 1997        | Casablanca | Ceglana      | Hiszam Arazi   | 6:3, 1:6, 2:6           |
| Finalista     | 2. | 11 października 1998 | Palermo    | Ceglana      | Mariano Puerta | 3:6, 2:6                |
| Zwycięzca     | 1. | 2 maja 1999          | Monachium  | Ceglana      | Andrei Pavel   | 6:4, 6:3                |
| Zwycięzca     | 2. | 8 maja 2000          | Monachium  | Ceglana      | Tommy Haas     | 6:4, 6:4                |
| Zwycięzca     | 3. | 23 lipca 2000        | Stuttgart  | Ceglana      | Gastón Gaudio  | 6:2, 3:6, 4:6, 6:4, 6:2 |
| Finalista     | 3. | 28 lipca 2002        | Sopot      | Ceglana      | José Acasuso   | 6:2, 1:6, 3:6           |